# Kaukas
Der Kaukas (Plural lit. kaukai) ist ein niederes mythisches Wesen im baltischen, speziell litauischen Sprachraum.

## Belege
Der älteste Beleg entstammt dem Elbinger Vokabular: altpreussisch cawx – mittelniederdeutsch tufel. Hiermit wird ferner ein ab 1251 belegtes Toponym als Kuke, Chucunbrasth, Cucenbrast übersetzt mit 'desz Teufels durchfahrt' in Verbindung gebracht.
Auch im Litauischen wird das Wesen früh genannt, es wird bereits 1547 im ersten litauisch verfassten Buch, dem Katechismus von Martynas Mažvydas genannt, wo es heißt: Kaukus, Szemepatis ir laukasargus pameskiet... 'lasst ab von den Kaukas, Zemepats und Lauksargas'. 1613 schreibt Lasicki: Kaukie sunt Lemures.
Der Kaukas erscheint häufig in litauischen Sagen.
Im Lettischen ist kauks seltener belegt und dann als Heinzelmännchen übersetzt.
Daneben kommen im Litauischen und Lettischen noch vereinzelt andere Bezeichnungen vor, relativ häufig pūkas, pūks aus deutsch Puk.

## Etymologie
Zur Etymologie gibt es mehrere Deutungen, die linguistisch von einer indogermanischen Wurzel *keuk- 'sich biegen' ausgehen, aber semantisch verschieden argumentieren. Nach Mažiulis handelt es sich bei Kaukas um einen buckligen Zwerg. Wladimir Toporow sieht Kaukas als genius loci speziell von Hügeln, womit das Wesen seinen Namen von Bezeichnungen für Hügel geerbt hätte. Šeškaukaitė und Gliwa sehen Verbindungen mit litauisch kukalis 'Claviceps purpurea', womit Kaukas ein Vegetationsdämon wäre, verkörpert durch reife Samenkapseln und eben das Mutterkorn.

## Funktion, Eigenschaften
Die Vielzahl verschiedener Eigenschaften und Funktionen ist teils widersprüchlich.
Die Kaukas werden, wenn sie beschrieben werden, zumeist als kleine Männchen dargestellt oder als Säuglinge. Kaukas sind gutartige Wesen, die ihren Wirten Reichtum, Segen und Ernte bringen, die auch selbst Arbeiten erledigen. Nur wenn sie beleidigt sind oder nicht richtig ernährt werden, können sie zur Rache neigen oder den Hof verlassen.
Kaukas können erworben werden, indem man ein Testikel eines Ebers oder Hahns ausbrüten lässt. Daneben kommt es vor, dass sie sich von alleine an einem Hof ansiedeln oder aber dazu gezwungen oder durch Geschenke überzeugt werden.
Kaukas werden mitunter als Seelen verstorbener Kinder, insbesondere ungetaufter Säuglinge angesehen.
Enge Beziehungen, bis hin zur möglichen Identität, bestehen zu den Barstukken, die ebenfalls als Zwerge dargestellt werden, jedoch Diener des Puškaitis sind und unter Holunder wohnen. Der Aitvaras gilt als gegensätzlicher Partner des Kaukas – beide zusammen werden mit den Dioskuren verglichen.